# Waju
Waju (dewanagari वायु, też: Wajudewa, śr per. Wej, Wat) – bóstwo nieskończonej przestrzeni i wiatru, czczone w wierzeniach Indii i Persji.

## Persja
Utożsamiany był z powietrzem, atmosferą i zjawiskami weń zachodzącymi.
Podejrzewa się, że Waju był czczony przez nomadów (w przeciwieństwie do Zurwana kojarzonego z ludami osiadłymi), gdyż wiatr niósł deszcz zraszający pastwiska i zapewniający możliwość wypasu stad.
Przedstawiany jest jako obdarowujący szerokimi pastwiskami, dobrym jedzeniem, życiem. Prawdopodobnie, ze względu na przychylne i nieprzychylne zjawiska atmosferyczne, bóstwo rozszczepiło się na: Wajuramę (Waju dobry), utożsamianego z aspektem obdarowywania (przychylne wiatry) i Wija (Waju zły) utożsamianego z aspektem niszczącym (huragany).

## Hinduizm
Postać boga Waju na hinduistycznych przedstawieniach posiada dwie lub cztery ręce. Trzymać w nich może takie atrybuty jak: łuk, strzały, dhwadźa (rodzaj flagi), dzban z wodą, warada mudrę, paśa, ankuśa, kamala, danda.

### Symbolika

#### Żywioł/element
Termin waju jest także oznaczeniem jednego z pięciu elementów. Są nimi: ziemia (prythiwi), woda (dźal), ogień (tedźas), wiatr (waju), przestrzeń (akaśa).

#### Wajuloka
Wajuloka to kraina (raj) boga Waju. W szczególności jako siedzibę Waju wskazuje się niebiańskie miasto o nazwie Gandhawati.

### Rodzina i postacie powiązane
Waju bywa określany jako król Gandharwów, niebiańskich muzyków.

#### Awatary/Inkarnacje
Postacie opisywane jako wcielenia boga Waju to:
1. Bhima
2. Hanuman
3. Madhwa Anandatirtha

### Recepcja w literaturze religijnej
- W mitologii wedyjskiej często towarzyszy Indrze jako woźnica jego rydwanu.
- W kręgu cywilizacji indyjskiej Waju należy do stróżów świata (lokapala) – opiekuje się północno-zachodnią stroną.

### Kult
Waju otrzymywał w ofierze białe zwierzęta.

#### Świątynie
- Sri Kalahastheswara Temple w Kalahasthi. Centralnym obiektem kultu jest Wajulingam[4]

#### Święte miejsca
- Wajutirtha w Madhurze[5]
- Wajutirtha (Wajawjakona) w Allabahadzie